# Phaseolus angustissimus
Phaseolus angustissimus är en ärtväxtart som beskrevs av Asa Gray. Phaseolus angustissimus ingår i släktet bönor, och familjen ärtväxter. Inga underarter finns listade i Catalogue of Life.